# GUNN 4 ART

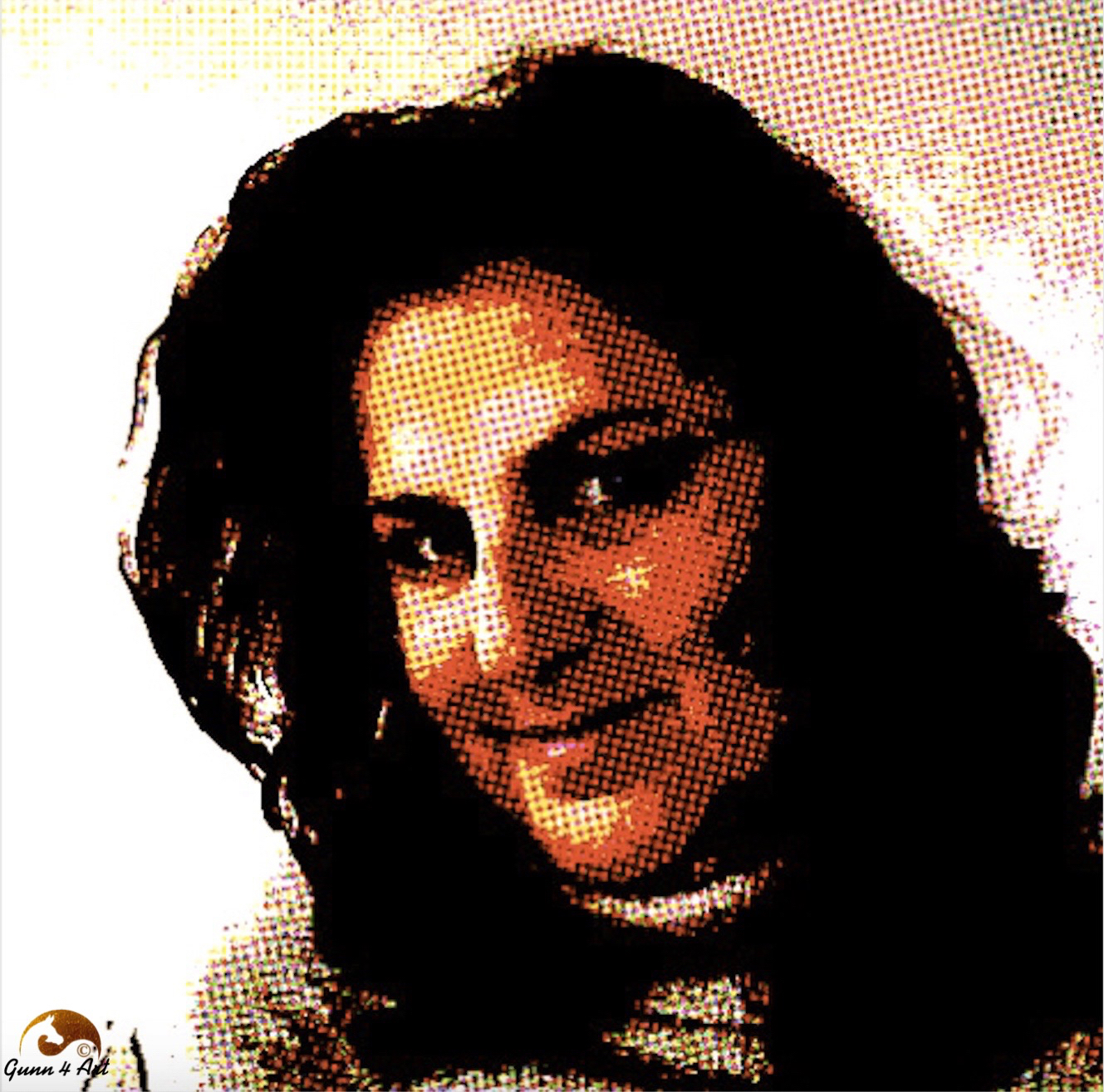
zelfportret

GUNN 4 ART (Kathinka Gunn, Hilversum, 25 oktober 1960) is een Nederlands beeldende kunstenaar.
Gunn maakt zowel twee- als driedimensionaal werk, maar is vooral bekend om haar dierenbeelden. Haar artiestennaam is GUNN 4 ART.

## Biografie
Kathinka Gunn is geboren in Hilversum, en op jonge leeftijd verhuisd naar Leusbroek. Ze groeide op tussen de weilanden en bossen, en het is hier dat haar liefde voor de natuur, paarden, honden en andere dieren ontstond.
Ze studeerde Plastische Vormgeving aan de Koninklijke Academie in 's-Hertogenbosch (docenten o.a. Pieter Engels en Shlomo Koren). Na haar studie vertrok ze naar Amsterdam. Naast haar werk als kunstenaar werkte ze ook als paardrijinstructeur en als hondentrimster. Tevens heeft ze meegewerkt aan producties van de Nederlandse Opera.
In 1996 verliet ze Nederland om zich via Duitsland en Noord Frankrijk in 2002 met haar gezin te vestigen in de Franse Elzas.

## Werk

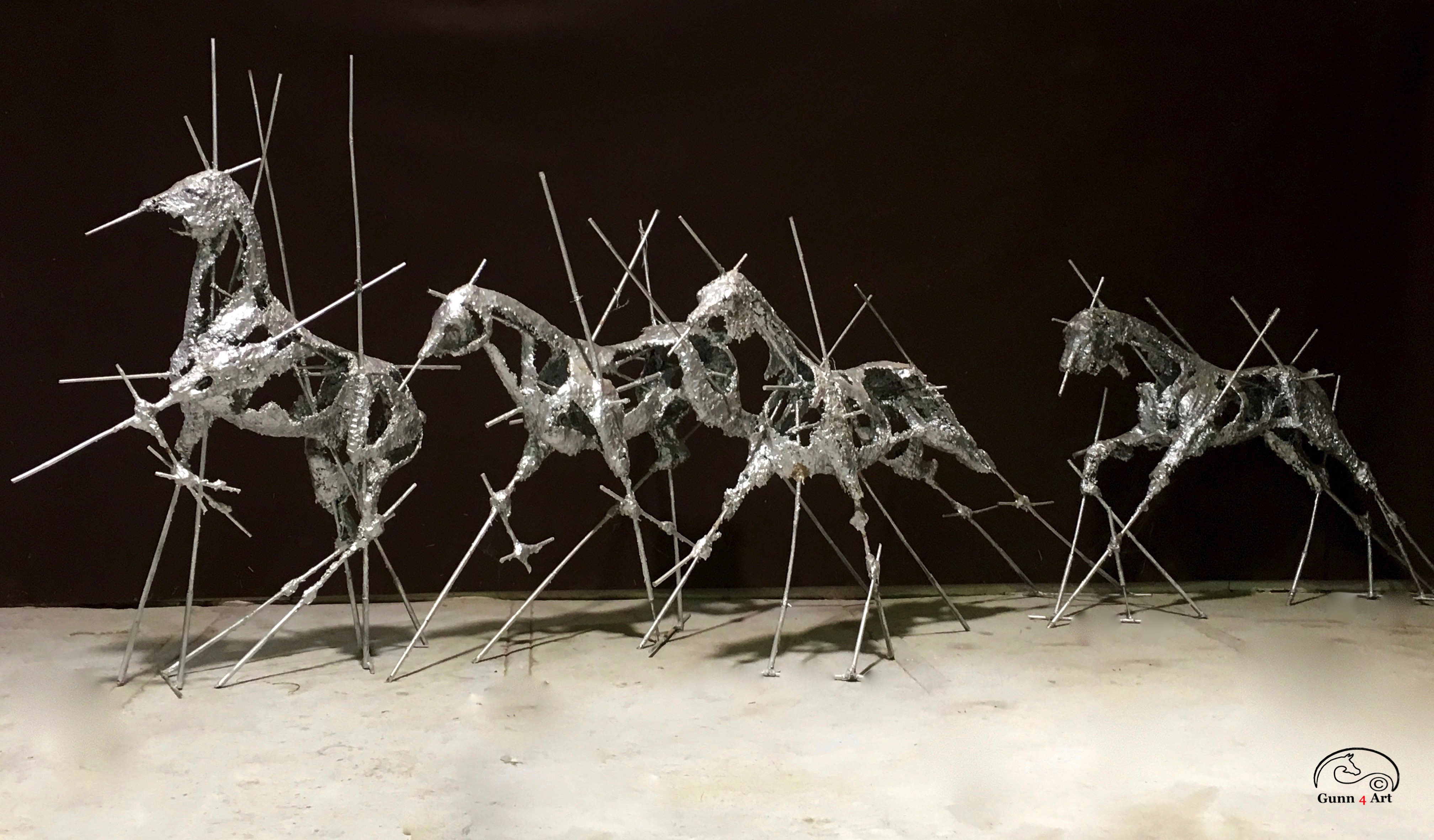
A Day at the Races. Mixed media, 135 x 350 x 120 cm

Kathinka Gunn maakt zowel tekeningen, schilderijen als sculpturen. Het belangrijkste thema in haar werk is 'het dier'. Ze staat bekend om haar gevarieerd materiaalgebruik. Naast brons ook ijzer, kippengaas, lood, polyester, rubber, wilgentakken. De anatomie en de typische karakter kenmerken van het te weergeven dier bepalen de materiaalkeuze. Haar stijl wordt omschreven als expressieve en humorvol. Haar werk is te zien op exposities in Europa, USA en Azië.

## Prijzen
- 2018:  Prix Colmont - Institut de France Academie des Beaux-Arts
- 2018:  Médaille de Bronze - ART CAPITAL-Le Salondes Artistes Français, Parijs
- 2016:  Prix Edouard Marcel Sandoz - Salon d`Automne, Parijs
- 2015:  Marco Polo Art Ambassador, Venetië
- 2014:  Prix Artiste Contemporain - Biennale d`Art Animaliers, Nemours
- 2012:  Prix Fonderie Rosini - Salon National des Artistes Animalier, Bry-sur-Marne
- 2009:  Prix Spécial du Salon, Illfurth
- 2007:  Prix Prestige de la Ville de Cernay